# Маккатчен, Уоллес
Уо́ллес Макка́тчен (англ. Wallace McCutcheon; 1858—1928) — режиссёр, оператор, сценарист, продюсер и актёр эпохи немого кино.

## Биография
Уоллес был коллегой Фрэнка Мариона. Он работал на студии «Байограф» режиссёром и сценаристом до 1906 года. Был театральным режиссёром. Работал также на киностудии «Эдисон». Оператором Маккатчена был А. Е. Уид (англ. A.E. Weed). Уоллес был отцом 8 детей, включая актёра, танцора и режиссёра Уоллеса Маккатчена-младшего и актёра Роза Маккатчена. Иногда снимался в фильмах Дэвида Гриффита.

## Фильмография

### Актёр
- Самогонщик (1904)
- Разыскивается жена (1907)

### Продюсер
- Как мужчины грабят в Чикаго (1900)
- Неожиданный нокаут (1901)
- Проблемы менеджера пародийного шоу (1904)
- 20000 лье под водой (1905)

### Сценарист
- Пригородные жители (1904)
- Том-Том, сын дудочника (1905)

### Оператор
- Самое быстрое разрушение в мире (1897)
- Рентгеновское зеркало (1899)
- Прекрасная женщина (1900)
- Конец будущего (1901)
- Девочка на окне (1903)
- Запуск броненосца "Коннектикут" (1904)
- 20000 лье под водой (1905)
- Пожар в магазине Коэна (1907)

### Режиссёр
- Старый парень (1899)
- Как мужчины грабят в Чикаго (1900)
- Сыновья дедушки Фокси утверждают, что он волшебник (1902)
- Я хочу есть (1903)
- Побег лунатика (1904)
- Житель пригорода (1904)
- Полиция преследует автомобиль (1905)
- Нигилист (1905)
- Кошмарный сон (1906)
- Дэниэл Бун (1907)
- Когда рыцарство расцветало (1908)
- Чёрная гадюка (1908)
- Украденный телеграф (1909)